# 王召棠
王召棠（1926年3月—2017年2月9日），男，浙江东阳人，原华东政法学院教授，中国法律史学家。

## 生平
1951年毕业于原安徽大学（现安徽师范大学）法律系法学专业，毕业后进入中国人民大学法律系法制史教研室攻读研究生，并留校任教。1954年调至华东政法学院任教。1958年华东政法学院并入上海社科院，王召棠随之到上海社科院政治法律研究所从事教学和科研工作。1963年7月华东政法学院第一次复校时，重新回到华东政法学院任教。1972年华东政法学院撤销后，被分配到复旦大学国际政治系西欧政治教研室工作。1979年华东政法学院复校，再一次回到华东政法学院并筹建法制史教研室并担任法制史教研室主任，此后一直任教于华东政法学院直到1996年退休。2017年2月9日，在上海市第六人民医院去世，享年91岁。
曾兼任中国法律史学会第二、三、四届副会长。1992年起享受国务院特殊津贴，1999年获华东政法学院功勋教授荣誉称号。